# San Víctor
San Víctor är en kommun i provinsen Espaillat i Dominikanska republiken. Antalet invånare i
i kommunen är cirka 21 000. San Víctor bildades som ett distrikt i kommunen Moca 1988 och blev en kommun 23 maj 2013.